# Куликівська вулиця (Харків)
Куликівська вулиця — вулиця у Київському районі Харкова. Починається від Громадянської вулиці і йде на північний схід до вулиці Дарвіна. Від початку і до перехрестя з Чорноглазівською вулицею рух на Куликівській вулиці односторонній, з напрямком до Громадянської вулиці. Між Чорноглазівською і Дарвіна рух на Куликівській вулиці двосторонній.

## Історія
Заснована вулиця у 2-й половині XVIII століття. Спочатку мала назву Слюсарна (з 1804 р.), потім Куликівська (з середини XIX ст.) Цією назвою вулиця завдячує слобідсько-українському дворянському роду Куликовських. Садибне місце Матвія Прокоповича Куликовського, останнього полковника Харківського полку, було розташоване по цій вулиці. У 1922 р. вулиця отримала назву марксиста Ювеналія Мельникова. 20 листопада 2015 р. згідно із законом про декомунізацію вулиці було повернено історичну назву Куликівська.

## Будинки

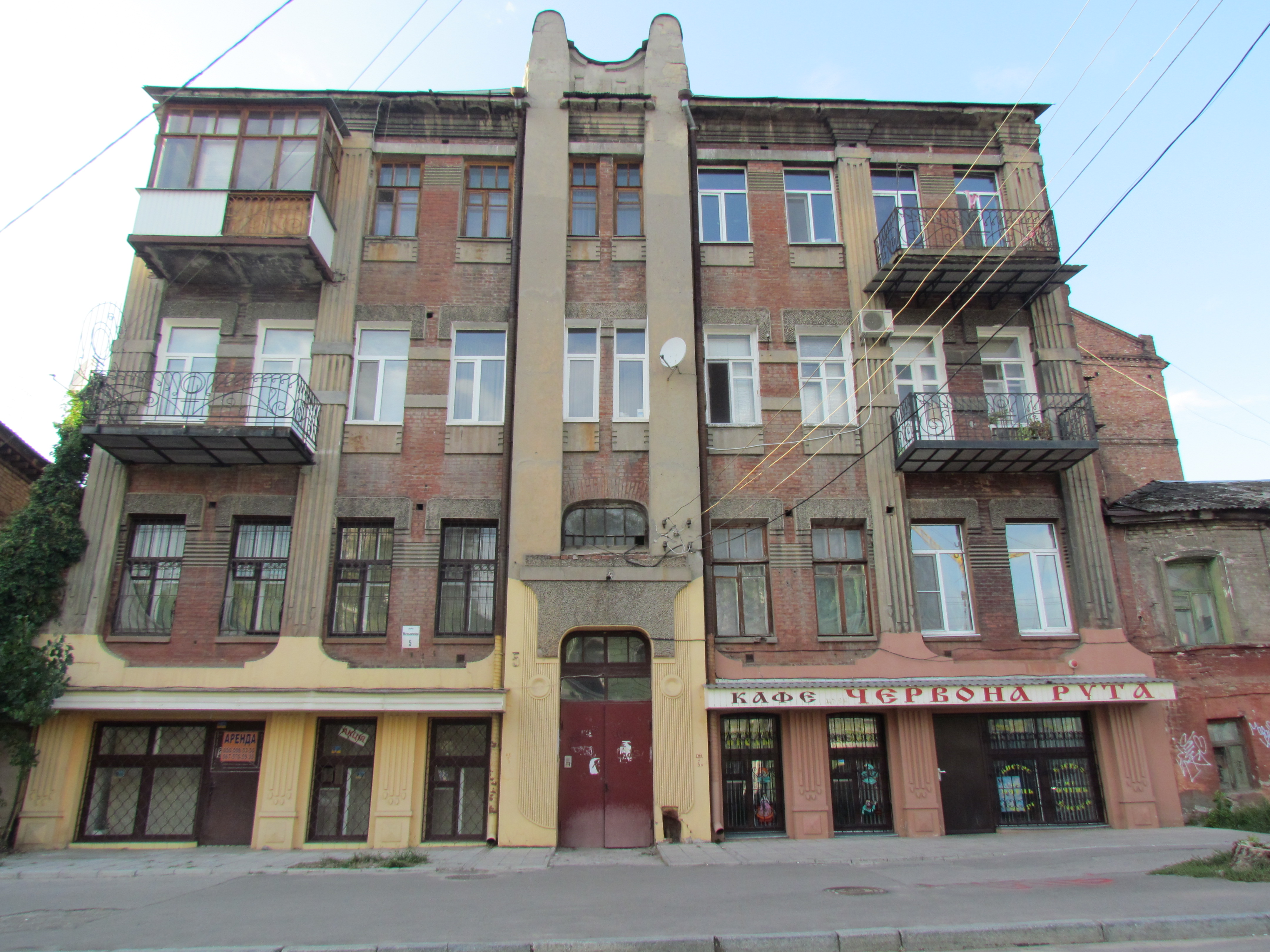
Будинок № 3

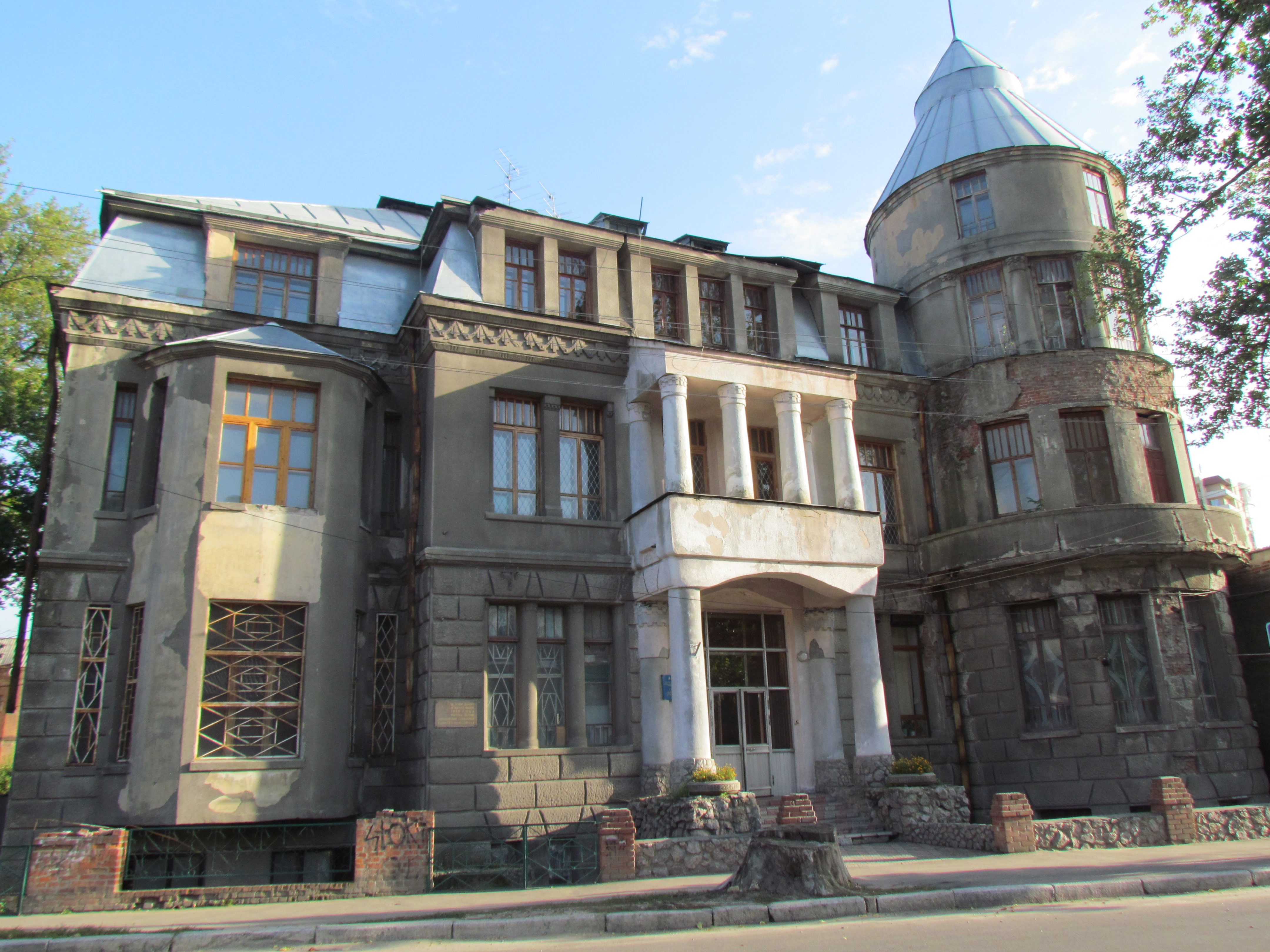
Будинок № 6

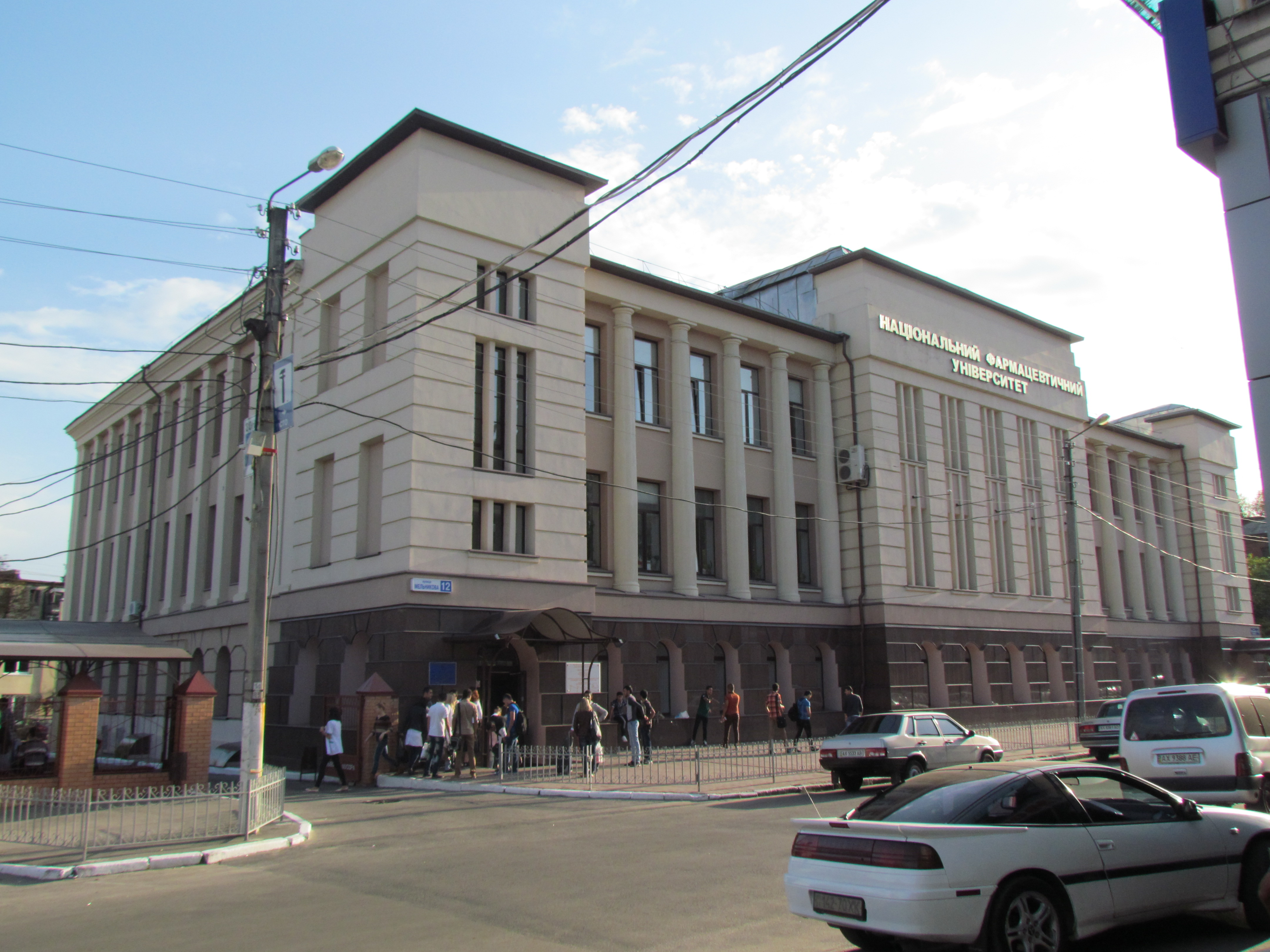
Будинок № 12. НФаУ

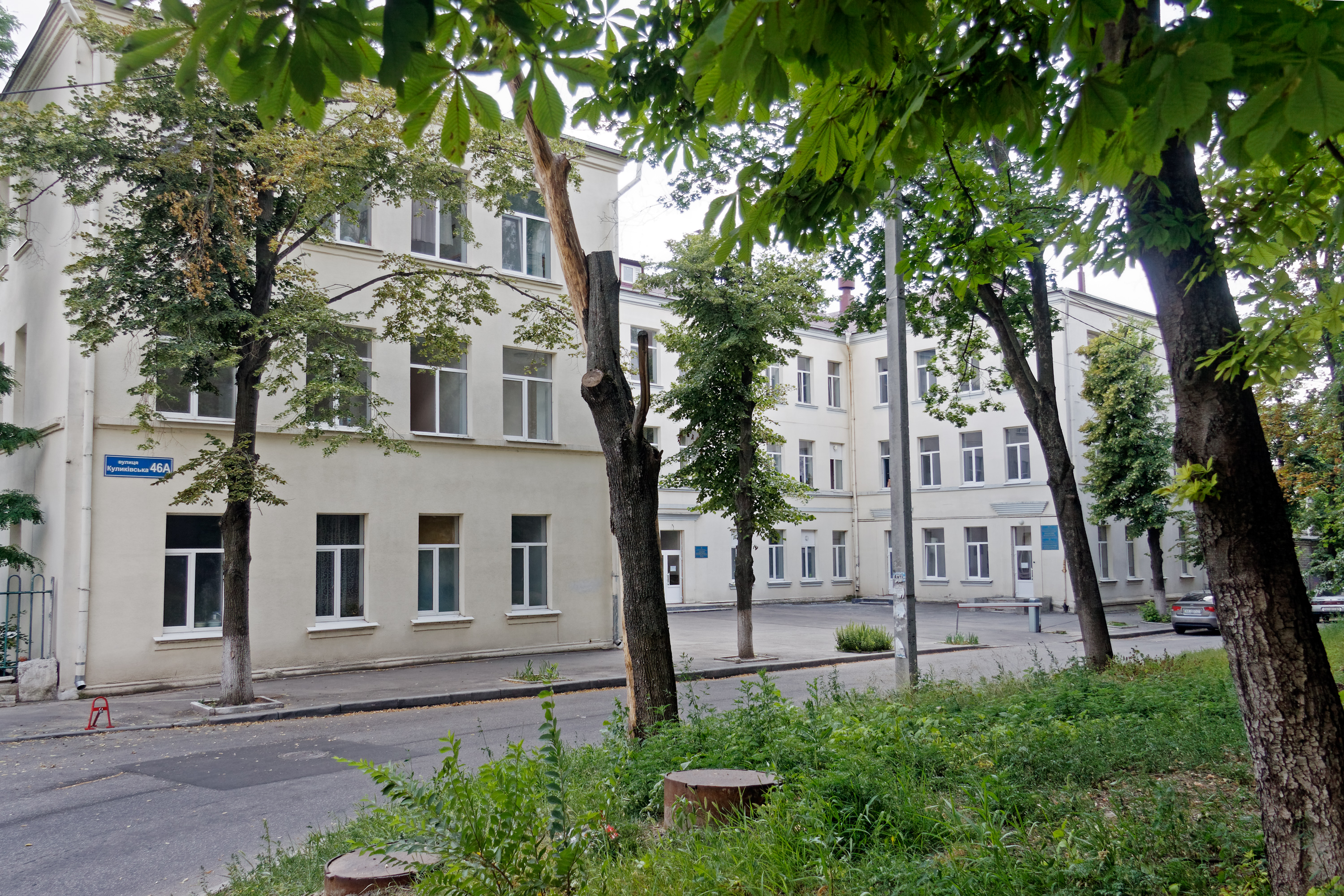
Будинок № 48. Пологовий будинок № 3,

- Буд. № 2 — Будинок 2-ї половини XIX століття, нині банківська установа.
- Буд. № 3 — Пам'ятка архітектури Харкова початку XIX ст., житловий будинок невідомого архітектора.
- Буд. № 5 — Пам'ятник архітектури, прибутковий будинок невідомого архітектора початку XX ст.
- Буд. № 6 — Пам'ятник архітектури. Приватний особняк, який дещо нагадує замок, у 1912 р. був побудований для двох підприємців-компаньйонів. Архітектором, можливо, був Олександр Гінзбург. Зараз тут розмістився Будинок Художньої й технічної творчості профтехосвіти.
- Буд. № 8 — Пам'ятник архітектури, прибутковий будинок невідомого архітектора, 1910 р.
- Буд. № 12 — Пам'ятник архітектури, колишнє єврейське благодійне товариство, в складі якого були чоловіче єврейське училище, дешеві заклади харчування, богодільня і лікарня. Останню в роки війни використовували як лазарет. Архітектор Олександр Гінзбург побудував його у 1909 р. на кошт табачного фабриканта Бураса, відмовившись від оплати своєї праці. Зараз це 3-й навчальний корпус Національного фармацевтичного університету.
- Буд. № 19 — Пам'ятник архітектури початку XIX ст., колишній особняк Бурасів, архітектор невідомий. У 1913 р. будинок був реконструйований Б. І. Гершковичем.
- Буд. № 35 — Житловий будинок 1903 р. Можливо, побудований за проєктом Віктора Величка.
- Буд. № 46-а — Пологовий будинок № 3. На цьому місці колись стояв будинок Матвія Куликовського.